# Johann Hinrich Böhme
Johann Hinrich Böhme, auch Johann Hinrich Böhm (* vor 1698; † Mai 1701 in Schleswig) war ein deutscher Landbaumeister in Schleswig.

## Leben und Wirken
Das erste Dokument, in dem Böhme zu finden ist, ist eine auf den 24. Januar 1698 datierte Bestallungsurkunde. Friedrich IV. ernannte ihn an diesem Tag unter dem Namen „Johan Hinrich Bohm“ zum Landesbaumeister. In den danach bis 1701 ausgestellten Rechnungen der Gottorfischen Rentenkammer trägt er den Titel eines „Land Bau Meisters“ und wird durchgängig Böhme genannt. Er selbst unterschrieb mit „Böhm“. Als Landesbaumeister erhielt er jährlich 192 Reichsthaler. Außerdem bekam er für monatlich zwölf Reichsthaler freien Tisch und eine Kammer.
Böhmes Leben und seine beruflichen Tätigkeiten sind nur lückenhaft dokumentiert. Gemäß den Rechnungen der Rentenkammer reiste er 1698 jeweils einmal nach Hamburg und Kiel. Dort übergab er dem Herzog Modelle für den Bau von Schloss Gottorf und des Schlossportals. Im März 1699 reiste er nach Kiel, wo er ebenfalls Modelle überreichte. Da der Schlossbau zwei Jahre zuvor begonnen hatte, ist davon auszugehen, dass Böhme im Rahmen dieser Arbeiten als Landesbaumeister angestellt wurde.
Böhmes Arbeiten begleitete Bauinspektor Christian Albrecht Thomsen. Dieser arbeitete seit dem 20. Juni 1683 als Kammerdiener und ab dem 24. Mai 1690 als Bauinspektor. Eine entsprechende Bezahlung als Inspektor ist in den Rechnungen der Rentenkammern jedoch erst ab 1697 verzeichnet. Thomsen attestierte die Rechnungen für den Bau des Schlosses, Böhme unterzeichnete diese oft mit dem Sichtvermerk „J. H. Böhm Landbaumeister“. 1701 bekam Böhme 100 Reichsthaler für eine Zeichnung des Lagers Pinneberg. Ein Jahr nach seinem Tod erhielt ein Bruder Johan Christian Geld für Zeichnungen, die Böhme angefertigt haben soll.
Es ist nicht klar festzustellen, welchen Anteil Böhme als Architekt und Baumeister am Bau des Gottorfer Schlosses hatte. Die Pläne für die Fassade des Südflügels stammten höchstwahrscheinlich von Nicodemus Tessin dem Jüngeren. Die Bauausführung übernahm Dominicus Pelli. Böhme wird wiederholt aufgrund der Modelle erwähnt, die er vermutlich selbst erstellt hatte.  Außerdem sind mehrfach von ihm erstellte Zeichnungen exponiert erwähnt. Gemeinsam mit Christian Albrecht Thomsen leitete er die Bauausführungen.  Nach seinem Tod übernahm Thomsen vermutlich Böhmes Aufgaben alleine.
Böhme erhielt vom 1. Januar bis zum 30. April 1701 Kostgeld. Er starb im Mai desselben Jahres. Herzog Friedrich IV. ließ Bruder Johan Christian B. 100 Reichsthaler zukommen, die dieser für die „Beerdigung unseres gewesenen Landes Bau Meisters N. Bömen“ nutzen sollte. Im Sterberegister der Kirchengemeinde Schleswig-Friedrichsberg ist vermerkt: „Anno 1701, d. Mai Mons. Behne Ihr Fürstl. Durchl. Baumeister“.